# Marcellon (Wisconsin)
Marcellon es un pueblo ubicado en el condado de Columbia en el estado estadounidense de Wisconsin. En el Censo de 2010 tenía una población de 1.102 habitantes y una densidad poblacional de 11,89 personas por km².

## Geografía
Marcellon se encuentra ubicado en las coordenadas 43°36′23″N 89°18′29″O / 43.60639, -89.30806. Según la Oficina del Censo de los Estados Unidos, Marcellon tiene una superficie total de 92.67 km², de la cual 90.84 km² corresponden a tierra firme y (1.98%) 1.83 km² es agua.

## Demografía
Según el censo de 2010, había 1.102 personas residiendo en Marcellon. La densidad de población era de 11,89 hab./km². De los 1.102 habitantes, Marcellon estaba compuesto por el 99% blancos, el 0.09% eran afroamericanos, el 0.09% eran amerindios, el 0.27% eran asiáticos, el 0% eran isleños del Pacífico, el 0.36% eran de otras razas y el 0.18% pertenecían a dos o más razas. Del total de la población el 0.82% eran hispanos o latinos de cualquier raza.